# 시민 케인
《시민 케인》(Citizen Kane)은 1941년 미국에서 제작된 흑백 영화이다. 오슨 웰스 감독의 영화 데뷔작으로, 웰스 본인이 제작, 주연을 도맡았으며, 허먼 J. 맹키위츠에 함께 각본을 집필했다.
영화 역사상 가장 위대한 최고의 걸작 중 하나로 평가 받으며 영국 영화 협회가 발행하는 사이트 & 사운드가 10년마다 선정하는 (1962, 1972, 1982, 1992, 2002) 역대 최고의 영화 순위 1위에 다섯 번 올랐으며, 미국 영화 연구소가 선정한 AFI 선정 100대 영화에서도 1위에 올랐다. 아카데미상 9개 부문 후보에 올랐고 이 중 아카데미상 각본상을 수상했다. 또한 그레그 톨런드의 촬영, 로버트 와이즈의 편집, 버나드 허먼의 음악, 그리고 서사 진행 구조 모두 혁신적이라는 평가를 받았다.
영화는 웰스가 연기한 찰스 포스터 케인이라는 거부의 삶과 유산을 되짚어보면서 전개되는 로망 아 클레 형식이다. 주인공 케인은 미국의 언론 재벌 윌리엄 랜돌프 허스트와 웰스 자신을 모델로 하고 있다. 영화가 개봉하자 허스트는 자신의 신문에서 이 영화에 대해 언급하지 못하도록 막았다. 극중 언론계에서 케인은 이상적인 사회 기여를 위해 언론에 손을 대지만, 점차 맹목적으로 권력을 추구하기에 이른다. 영화는 주로 플래시백 기법을 통해 내용이 서술되며, 케인이 임종시에 '로즈버드'라는 말을 남긴 미스터리를 해결하려는 신문 기자의 탐구를 통해 전개된다.
웰스의 머큐리 극단이 브로드웨이에서 성공을 거두고 웰스가 진행한 라디오 드라마 "우주 전쟁"이 화제가 되자, 웰스는 1939년 RKO 픽처스와 계약하며 할리우드에 진출했다. 영화 감독 경력이 없었음에도 불구하고 웰스는 각본에 대한 간섭 배제와 배역 선정권, 최종 편집권을 보장받는 등 창작의 자유를 누릴 수 있었다. 각본은 웰스와 맹키위츠가 함께 집필했으며 1940년 본 촬영을 시작해 1941년 개봉했다.
평단으로부터 호평을 받았음에도 불구하고 《시민 케인》은 흥행에 실패했다. 이후 점차 잊혀지다가 앙드레 바쟁을 비롯한 프랑스 영화 평단에서 재조명하면서 다시 주목을 받게 되어 1956년 재개봉 하게된다. 이후 1958년 브뤼쉘 세계 박람회에서 역대 최고의 영화 순위 9위에 올랐으며, 1989년 미국 의회도서관은《시민 케인》을 "문화적·역사적·미학적으로 중요한" 국립영화등기부 영구보존작으로 선정했다.

## 줄거리

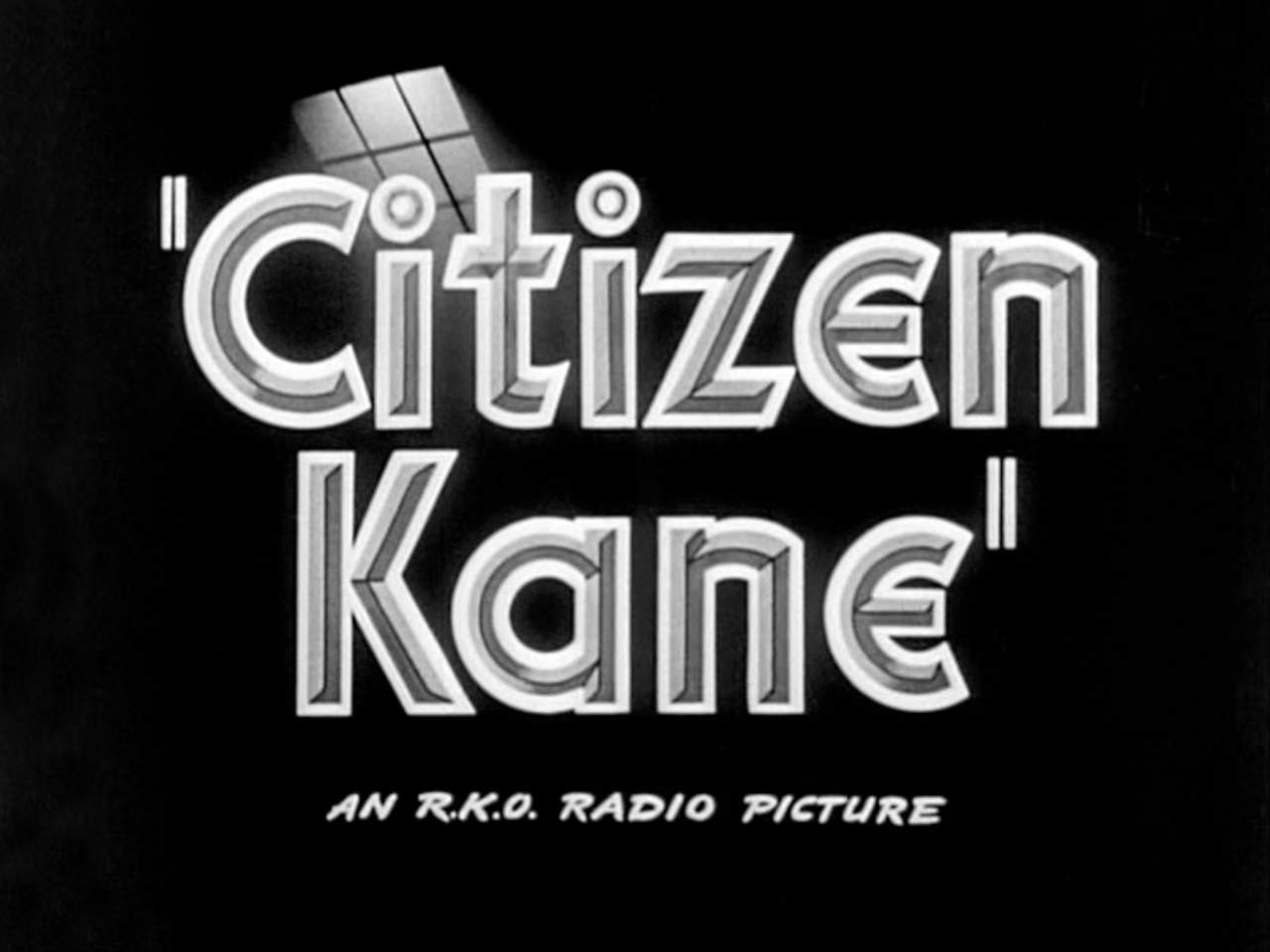
영화 오프닝 장면.

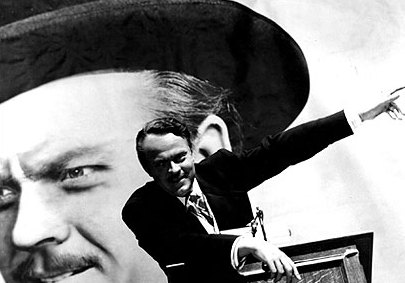
찰스 케인 역을 맡은 오슨 웰스.

미국 언론 재벌인 찰스 포스터 케인(Charles Foster Kane)이 죽었다는 부고가 전해진다. 목숨이 끊어질 당시 그는 70세였고, 플로리다 대저택 제너두(Xanadu)에서 은둔 생활 중이었다. 그는 막강한 부와 권력을 누렸는데, 많은 정치인들과 친분을 맺으며 국가 정책에 영향력을 발휘하기도 했다. 그의 죽음이 이슈화되던 중 그가 남긴 마지막 한마디 "로즈버드"(Rosebud)가 과연 어떤 의미를 내포한 것인지, 대체 무엇을 가리키는 것인지 의문이 증폭되면서 기자 톰슨은 이를 취재하기 시작한다. 케인의 주변 인물들을 하나하나 취재해 나가는 과정에서 케인의 어두운 과거가 서서히 밝혀지기 시작한다.
케인은 1860년 콜로라도주에서 태어났다. 우연히 얻은 광산이 노다지로 확인되면서 가난했던 그의 집은 벼락 부자가 된다. 케인은 25세가 되었을 때 뉴욕 인콰이어러 신문사를 인수하였고, 각종 폭로 기사들을 쓰면서 발행 부수는 급격히 늘어나게 되었다. 그는 대통령 가문의 에밀리 노튼과 결혼 생활 중 미녀 가수 수잔 알렉산더와 바람을 피웠고, 그런 그는 선거에 출마했으나 이러한 애정 행각이 발각되면서 낙선하게 된다. 이혼 후 전처인 에밀리와 아들이 교통 사고를 당해 목숨을 잃는 일이 발생하였고, 바람을 피웠던 상대인 수잔과 재혼을 하였고 그녀의 가수 활동을 지원했으나 그녀의 실적은 참담했다. 또한 그가 소유한 언론사 중 하나가 문을 닫는 일도 발생하였다. 수잔도 그를 떠나고 난 뒤 그는 더욱 난폭해졌고, 주변에 아무도 남지 않게 되었다.

## 출연진
| 배우            | 배역                                  |
| --------------- | ------------------------------------- |
| 오슨 웰스       | 찰스 포스터 케인                      |
| 조지프 코튼     | 케인의 친구                           |
| 조지 클루리스   | 워터 파크스 대처, 은행원              |
| 에버릿 슬론     | Mr. 번스타인                          |
| 도러시 커밍고어 | 수전 알렉산더, 케인의 두 번째 부인    |
| 루스 워릭       | 에밀리 먼로 노턴, 케인의 첫 번째 부인 |
| 윌리엄 알랜드   | 제리 톰슨, 기자                       |
| 레이 콜린스     | 제임스 게티스, 주지사 후보            |

## 제작

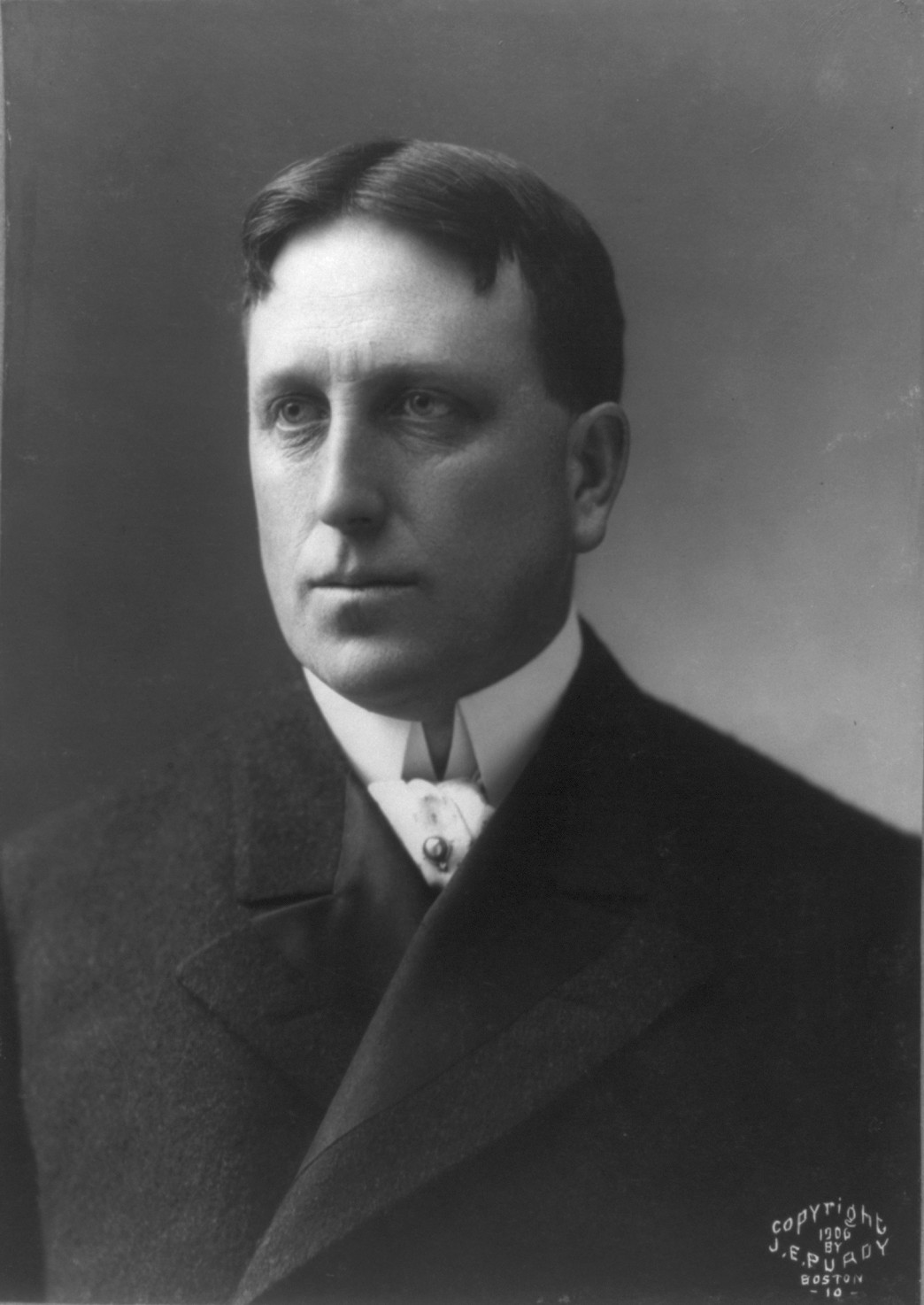
찰스 케인의 실존 모델인
윌리엄 랜돌프 허스트.

연극 무대와 라디오 방송 등으로 큰 인기를 얻고 있었던 청춘 스타 오슨 웰스는 당시 언론사 재벌 윌리엄 랜돌프 허스트(William Randolph Hearst)의 삶을 풍자하는 영화를 만드는 데에 도전하였다. 하지만 허스트 본인이 영화 제작에 대한 소식을 접하면서 이를 강력하게 저지하고자 하였다. 이런 장애를 무릅쓰고 웰스는 계속 강한 소신을 가지고 도전을 하였다. 비록 웰스가 영화계에 첫발을 내딛는 작품이었지만 그의 뛰어난 능력을 인정한 RKO는 웰스에게 막대한 예산과 제작 과정에서 행사하는 각종 권한을 부여해 주었다. 심지어 할리우드 시스템으로선 쉽게 상상할 수 없는 최종 편집권까지 웰스에게 주었는데, 이때 웰스의 나이가 20대 중반이었던 점을 감안한다면 더욱 파격적인 대우였던 셈이다. 웰스가 직접 세운 영화사 머큐리 프로덕션 (Mercury Productions)과 RKO 라디오 픽처스가 합작하여 결국엔 완성을 했으나 흥행에는 실패하였다.
1999년에 제작된 《RKO 281》은 이와 같은 파란만장한 《시민 케인》의 제작 과정을 세세하고 극적으로 묘사한 영화이다. 다큐멘터리 영화인 1996년작《시민 케인을 둘러싼 논쟁》(The Battle Over Citizen Kane)도 동일한 계열의 작품이다.

## 주제
타락한 한 언론사 재벌의 삶을 통해 아메리칸 드림의 허상, 미국 자본주의의 어두운 그림자를 비판, 풍자한 영화이다. 나이를 먹어 감에 따라 돈과 권력의 욕망에 물들고, 어릴 적 품었던 순수함이 더욱 잊혀지는 비극이다. 특히 영화 주제의 키워드인 "로즈버드"는 곧 순수함의 상징, 진정한 행복의 상징이다. 모든 것을 다 가진 듯하지만 실제 내면에 결핍되어 있는 인간성에 결국 그는 죽음을 맞이할 때까지 쓸쓸함과 외로움에 괴로워한다. 얼핏 부러움을 살 만한 인물이지만 실은 불쌍한 존재였던 것이다.

## 특징 및 영향

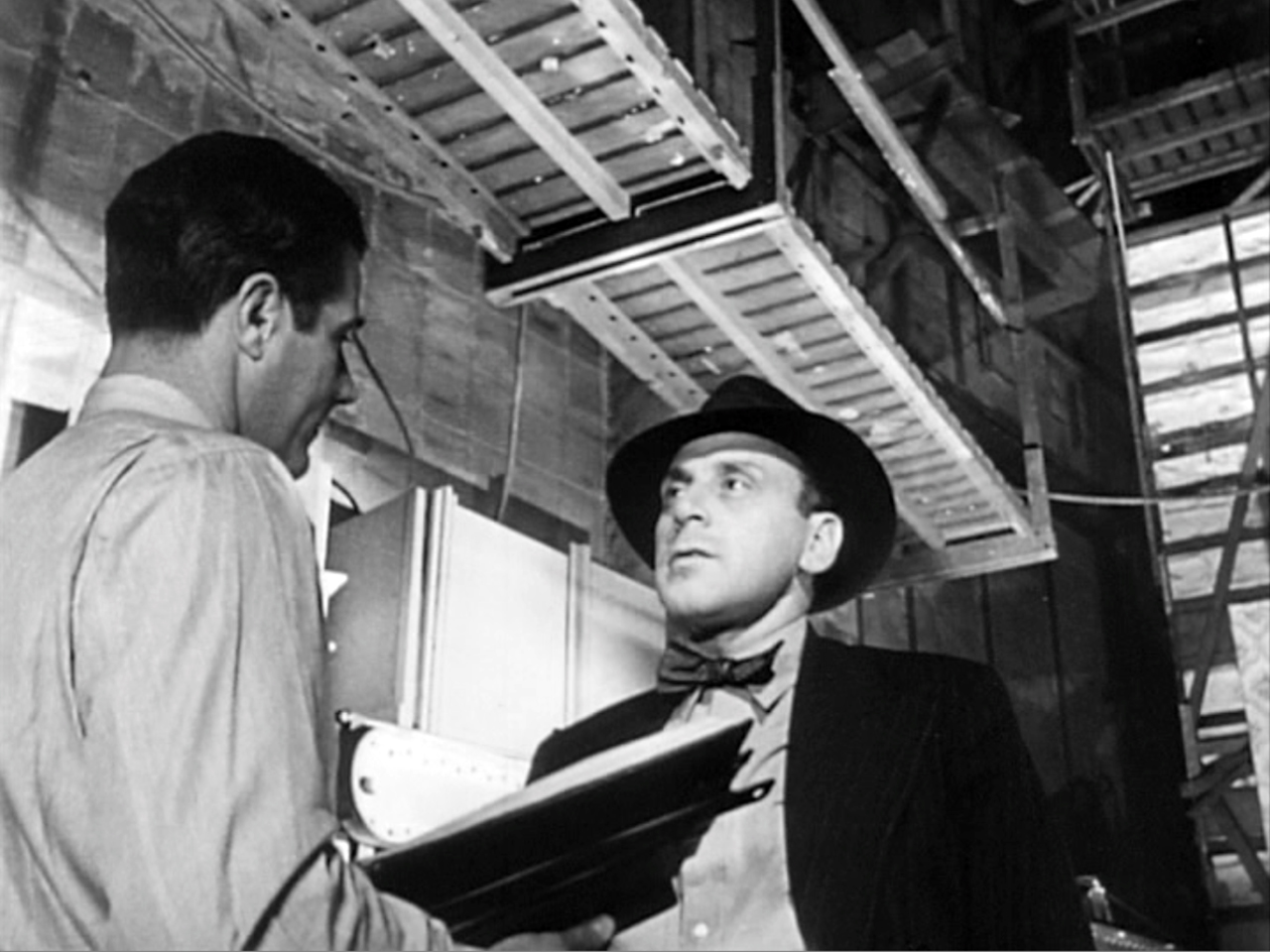
영화 속 한 장면.

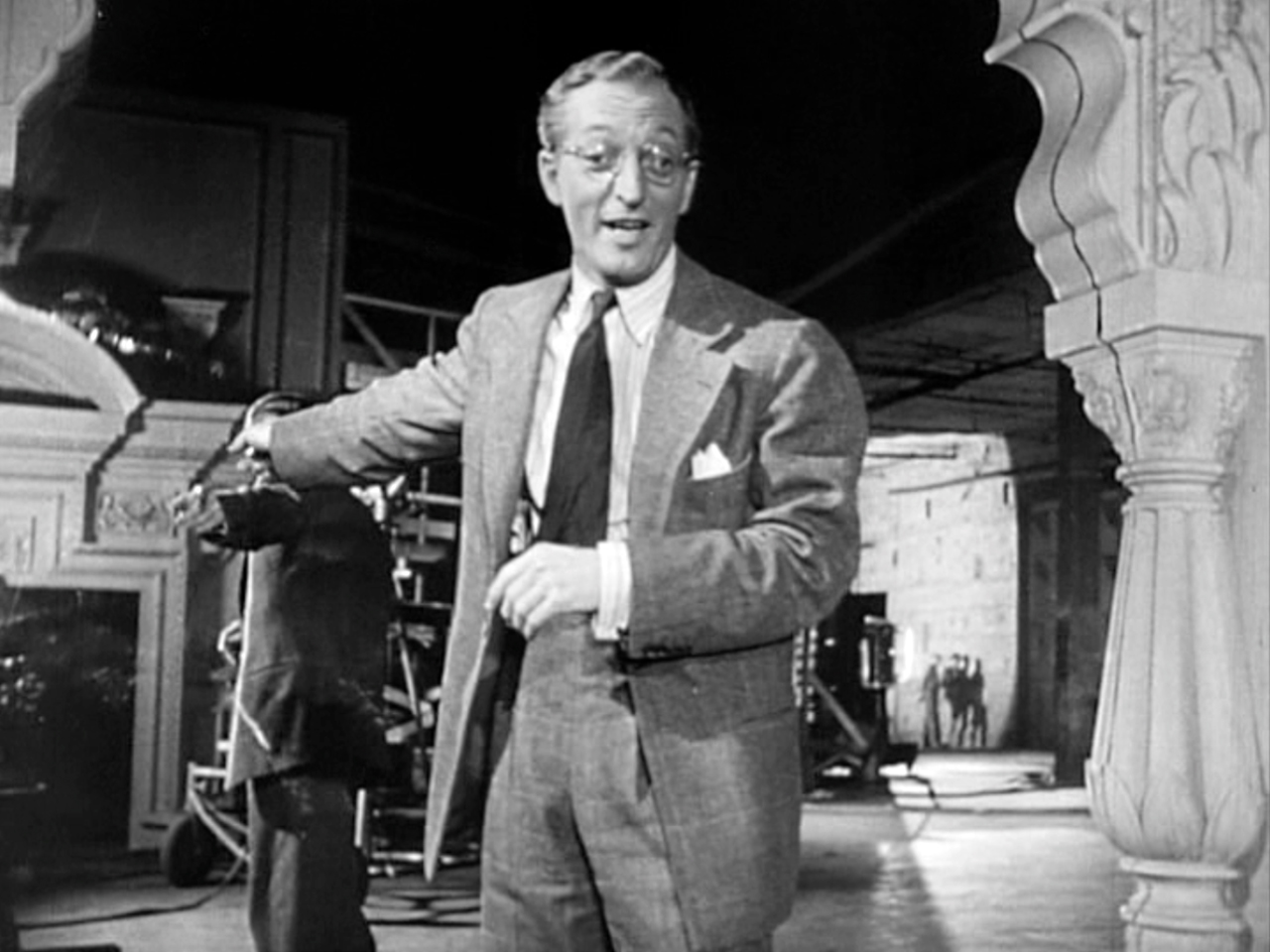
에버린 슬론이 연기한 Mr. 번스타인.

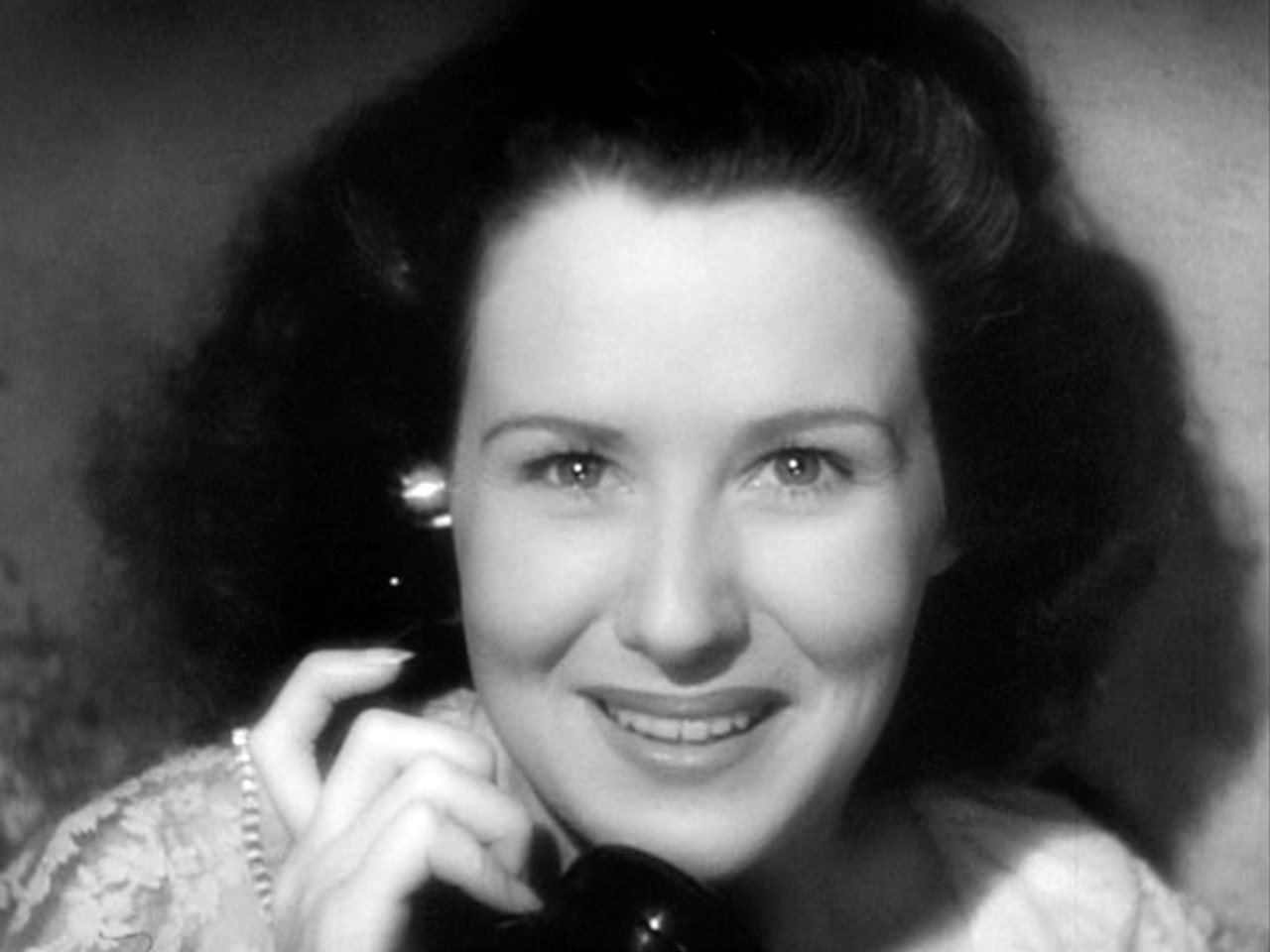
루스 워릭이 연기한 에밀리 먼로 노턴.

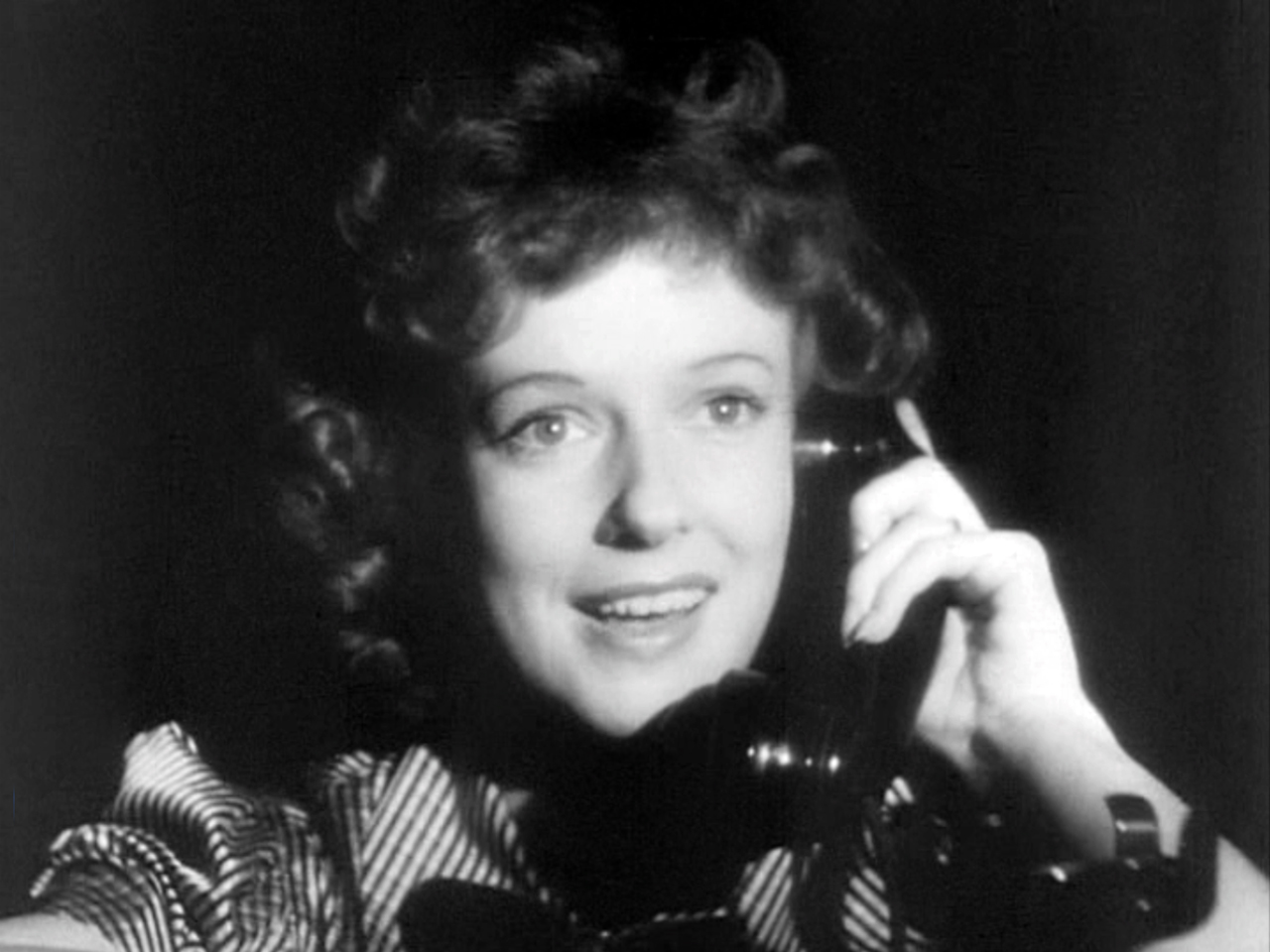
도러시 커밍고어가 연기한 수전 알렉산더.

플래시백을 곳곳에 배치하여 현재와 과거를 현란하게 오가는 편집 구성, 입체적인 플롯은 이 영화의 큰 특징 중 하나이다. 이러한 서술 방식은 현대 영화의 문법을 형성하는 데에 크게 일조하였다.
시민 케인의 큰 업적 중 다른 하나는 촬영 기술의 혁신이다. 기존에 없었던 새로운 화면 구도를 시도하였다. 아래에서 위로 올려다보듯이 촬영한 장면에서는 최초로 천장이 있는 촬영 세트가 등장하기도 하였다. "디프 포커스"를 본격적으로 도입한 첫 영화이기도 한데, 디프 포커스란 촬영할 때 사물의 원근에 따라 초점 변화를 주는 것이 아닌, 모든 사물이 또렷하게 보이도록 초점을 맞추는 것을 말한다. 이 기법은 연출자가 의도적으로 관객에게 어느 한 인물이나 사물을 보도록 하는 대신, 화면 속에 나오는 여러 인물이나 사물 중 어떤 것을 볼 것인지 선택하도록 하는 기능을 하기도 한다. 화면 구도와 디프 포커스 외에도 분장법과 미니어처 활용 등을 향상시킴으로써 웰스만의 독보적인 미장센을 구축하였다.
웰스는 존 포드 감독의 1939년작《역마차》(Stagecoach)를 40번 이상 보면서 영화 연출의 기본적인 양식을 배웠으며, 이를 토대로 《시민 케인》을 만들었다고 말하기도 하였다.

## 수상 내역
| 연도 | 주최국 | 주관                  | 수상 부문     | 주석                 |
| ---- | ------ | --------------------- | ------------- | -------------------- |
| 1942 | 미국   | 아카데미 상           | 각본상        | [ 32 ] [ 33 ] [ 34 ] |
| 1941 | 미국   | 뉴욕 비평가 협회 상   | 최우수 작품상 | [ 35 ]               |
| 1941 | 미국   | 전미 비평가 위원회 상 | 최우수 작품상 | [ 36 ] [ 37 ]        |

## 최고의 영화 선정 리스트
| 연도 | 주최국 | 주관                                                                | 선정 내용                                                           | 순위      | 주석                               |
| ---- | ------ | ------------------------------------------------------------------- | ------------------------------------------------------------------- | --------- | ---------------------------------- |
| 2009 | 프랑스 | 《카예 뒤 시네마》                                                  | 역대 가장 위대한 영화 100선                                         | 1위       | [ 38 ] [ 39 ]                      |
| 2008 | 영국   | 《엠파이어》                                                        | 역대 가장 위대한 영화 500선                                         | 28위      | [ 40 ]                             |
| 2007 | 미국   | 미국 영화 연구소(AFI) 재선정                                        | 역대 위대한 미국 영화 100선                                         | 1위       | [ 41 ] [ 42 ] [ 43 ]               |
| 2006 | 영국   | 《토탈 필름》 독자                                                  | 역대 가장 위대한 영화 100선                                         | 63위      | [ 44 ]                             |
| 2005 | 영국   | 《토탈 필름》 편집위원                                              | 역대 가장 위대한 영화 100선                                         | 6위       | [ 45 ]                             |
| 2005 | 미국   | 《타임》평론가                                                      | 역대 최고의 영화 100선                                              | 순위 없음 | [ 46 ] [ 47 ]                      |
| 2005 | 미국   | 《시카고 선타임스》 평론가, 로저 이버트                             | 역대 위대한 영화 100선                                              | 순위 없음 | [ 48 ] [ 49 ] [ 50 ] [ 51 ]        |
| 2003 | 영국   | 《죽기 전에 꼭 봐야 할 영화 1001편》                                | 《죽기 전에 꼭 봐야 할 영화 1001편》                                | 순위 없음 | [ 52 ]                             |
| 2002 | 영국   | 《사이트 & 사운드》 감독 추천                                       | 최고 영화 10선                                                      | 1위       | [ 53 ] [ 54 ] [ 55 ] [ 56 ] [ 57 ] |
| 2002 | 영국   | 《사이트 & 사운드》 평론가 추천                                     | 최고 영화 10선                                                      | 1위       | [ 53 ] [ 54 ] [ 55 ] [ 56 ] [ 57 ] |
| 2002 | 독일   | 《니콜라우스 슈뢰더의 잊지 못할 명작 영화 50》 (50 Klassiker, Film) | 《니콜라우스 슈뢰더의 잊지 못할 명작 영화 50》 (50 Klassiker, Film) | 순위 없음 | [ 58 ]                             |
| 1998 | 미국   | 미국 영화 연구소(AFI)                                               | 역대 위대한 미국 영화 100선                                         | 1위       | [ 59 ]                             |
| 1998 | 한국   | 《한겨레 신문》                                                     | 영화 100년, 영화 100편                                              | 순위 없음 |                                    |
| 1992 | 영국   | 《사이트 & 사운드》 감독 추천                                       | 최고 영화 10선                                                      | 1위       | [ 60 ]                             |
| 1992 | 영국   | 《사이트 & 사운드》 평론가 추천                                     | 최고 영화 10선                                                      | 1위       | [ 60 ]                             |

## DVD 출시
2001년 9월, 미국에서 2-Disc 스페셜 에디션으로 출시가 되었다. 여기에는 다큐멘터리 영화 《시민 케인을 둘러싼 논쟁》이 부가 영상으로 수록되기도 하였다. 한국에서는 그해 12월, 본편만 수록된 디스크 한 장짜리로 출시되었고, 2003년 8월, 3-Disc 컬렉터스 에디션 (Collector's Edition)이 출시되었다. 이 컬렉터스 에디션에는 《시민 케인을 둘러싼 논쟁》과 《RKO 281》이 함께 부가 영상으로 수록되었다.

## 참고 문헌
- https://news.naver.com/main/read.nhn?mode=LSD&mid=sec&sid1=105&oid=029&aid=0000036360
- https://news.naver.com/main/read.nhn?mode=LSD&mid=sec&sid1=102&oid=020&aid=0000145370
- http://star.moneytoday.co.kr/view/stview.php?no=2005052313461722252&type=1&outlink=1
- Bogdanovich, Peter & Welles, Orson. (1992). 《This Is Orson Welles》. HarperPerennial. ISBN 0-06-092439-X. (영어)